# Форст Цинна

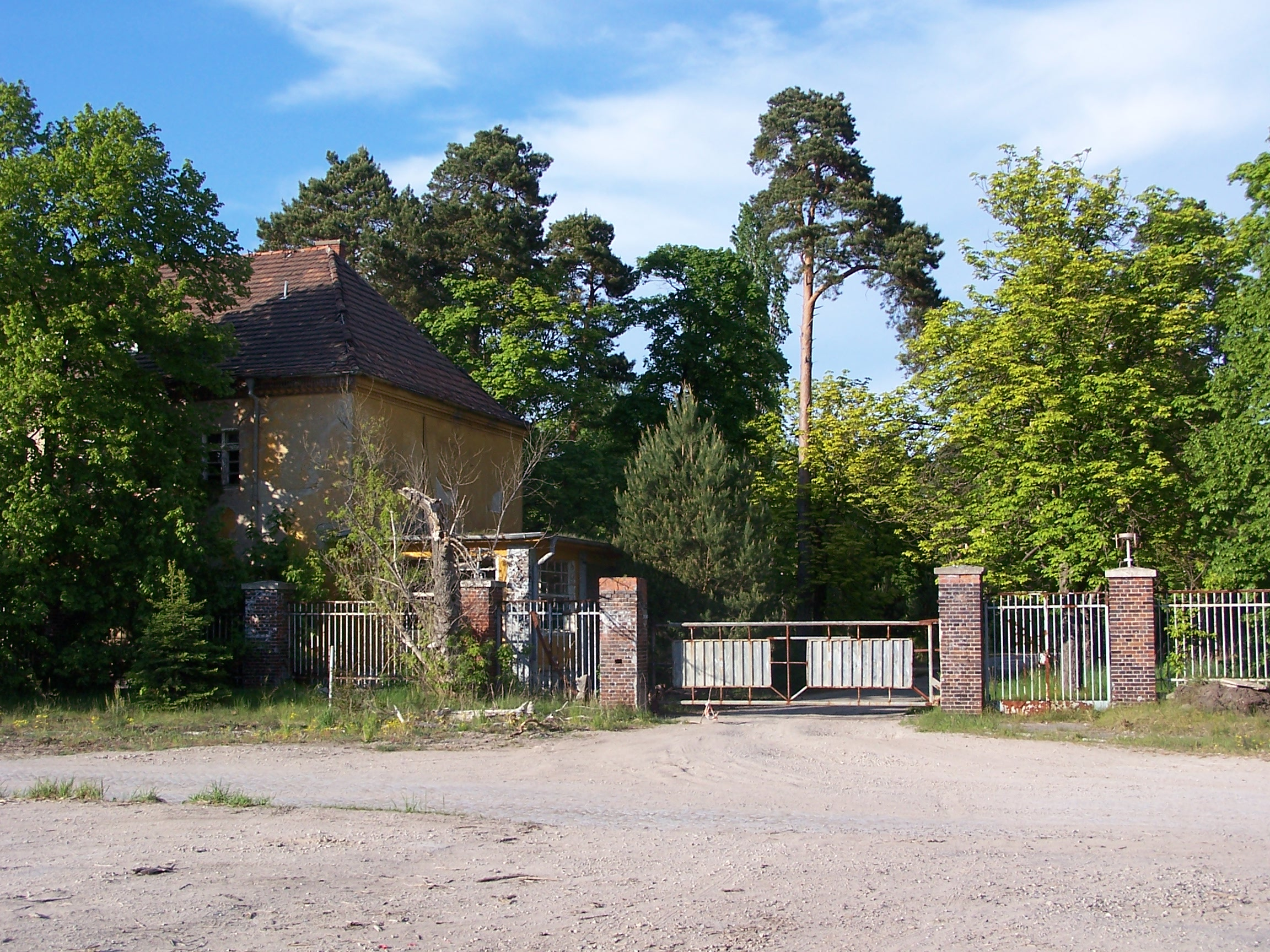
Бывший контрольно-пропускной пункт

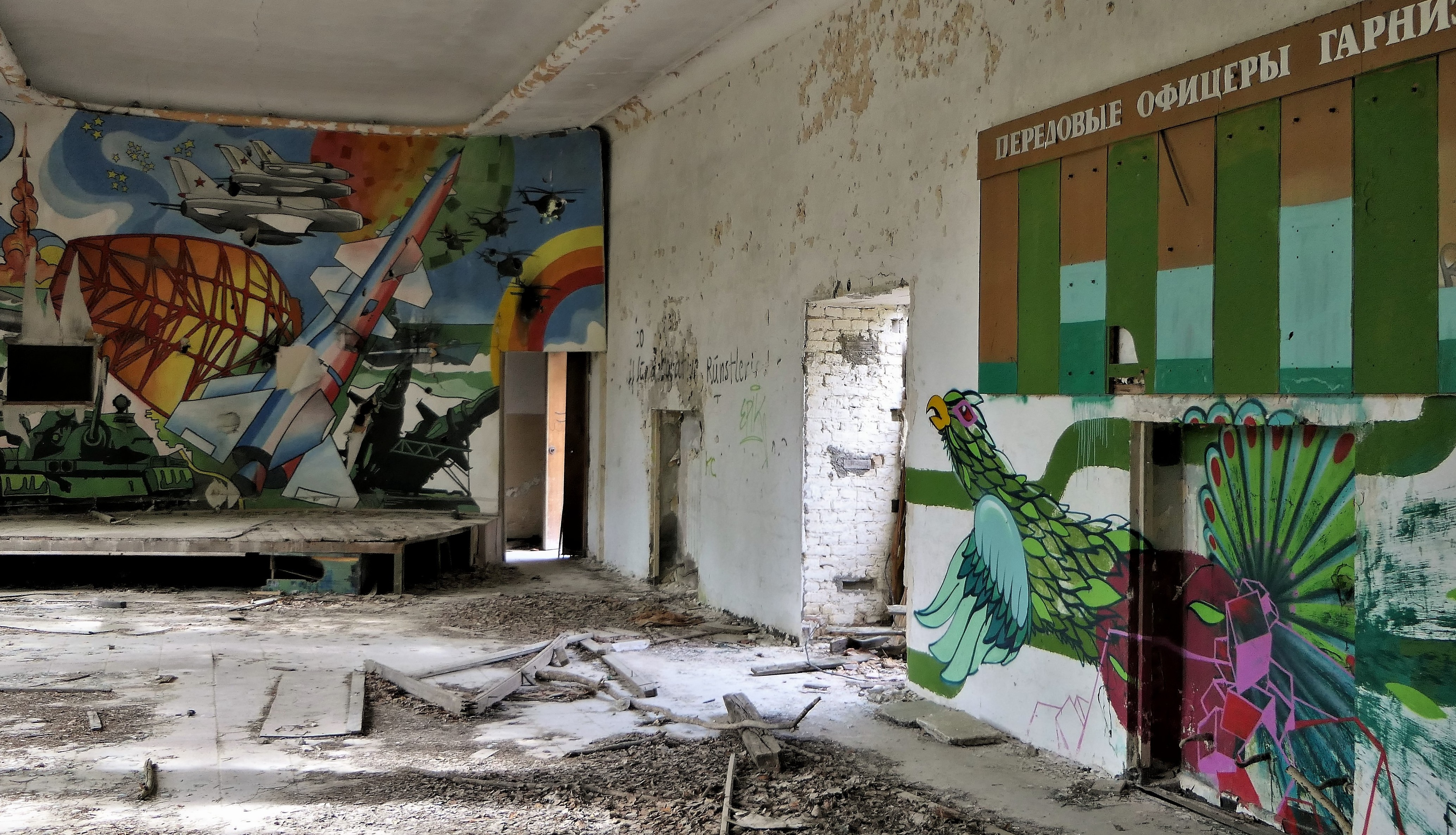
Бывший кинозал

Форст Цинна (нем. Forst Zinna) — бывший военный городок Вермахта, а затем — Группы советских войск в Германии, расположен на территории города Йютербог в земле Бранденбург.

## История
Начал строиться в 1934 году, получил название Lager III, поскольку поблизости уже имелись две другие военные базы — Altes Lager и Neues Lager. Были построены казармы, офицерские и солдатские столовые, штабные и административные здания, спортзалы и стадион, открытый бассейн, казино для офицеров. После завершения строительства в 1937 году городок получил название Adolf Hitler Lager в честь Адольфа Гитлера.
С 1935 года военный городок занимало Йютербогское артиллерийское училище, а во время Второй мировой войны там был создан учебный центр для подготовки экипажей самоходных орудий StuG III. В конце войны там формировалась дивизия Имперской службы труда Фридрих Людвиг Ян, в которую были включены остатки 251-й пехотной дивизии.
С 1945 по 1949 год в Форст Цинна находился советский сборно-пересыльный лагерь для репатриируемых советских военнопленных. Затем объект передали Управленческой академии имени Вальтера Ульбрихта (Deutsche Verwaltungsakademie (DVA) „Walter Ulbricht“), которая занималась подготовкой руководящих кадров для ГДР. В 1953 году академия была переведена в Бабельсберг, а Форст Цинна передали Группе советских войск в Германии.
Там разместили 118-й учебный танковый полк, а в 1970-е годы также и строительный батальон, для чего были построены дополнительные объекты городка. 
19 января 1988 года в военном городке произошла железнодорожная катастрофа: в результате столкновения танка Т-64А с поездом, шедшим по железной дороге Берлин — Халле, погибли 6 человек и получили ранения 33.
С 1994 года, после вывода советских войск из Германии, Форст Цинна стоит полностью заброшенным. Он охраняется частной охранной компанией. С 2007 года начался снос части строений.